# Catedral de Visby
La catedral de Santa María de Visby (en sueco: Visby Sankta Maria domkyrkan) es una catedral luterana situada en la ciudad sueca de Visby, en la isla de Gotland.
Comenzó a ser construida en el siglo XII con el dinero de las colectas de los navíos alemanes que visitaban esta ciudad hanseática, con el objetivo de crear un templo para los comerciantes germanos. Fue inaugurada como iglesia en 1225 por el obispo de Linköping. Pertenece a la diócesis de Visby de la iglesia de Suecia, diócesis de la que es sede desde 1572.